# Numancia de la Sagra
Numancia de la Sagra (bis 1936: Azaña) ist ein Ort und eine zentralspanische Gemeinde (municipio) mit 5.616 Einwohnern (Stand: 2024) in der Provinz Toledo im Norden der Autonomen Gemeinschaft Kastilien-La Mancha. 

## Lage und Klima
Numancia de la Sagra liegt etwa 35 km (Fahrtstrecke) südsüdwestlich von Madrid und etwa 29 km nordnordöstlich von Toledo in der historischen Provinz La Mancha in einer Höhe von ca. 640 m. Durch die Gemeinde führen die Autovía A-42 und die Autopista A-41. 
Das Klima im Winter ist rau, im Sommer dagegen trocken und warm; der spärliche Regen (ca. 451 mm/Jahr) fällt überwiegend in den Wintermonaten.

## Bevölkerungsentwicklung
| Jahr      | 1970 | 1981 | 1991 | 2001 | 2011 | 2021 |
| Einwohner | 865  | 870  | 1043 | 2778 | 4828 | 5170 |

Trotz der zunehmenden Mechanisierung der Landwirtschaft und der Aufgabe bäuerlicher Kleinbetriebe ist die Bevölkerung – hauptsächlich durch Zuwanderung – seit den 2000er Jahren deutlich angestiegen.

## Sehenswürdigkeiten
- Kirche Mariä Himmelfahrt (Iglesia de Nuestra Señora de la Asunción)
- Johannenkapelle (Ermita de Santa Juana)

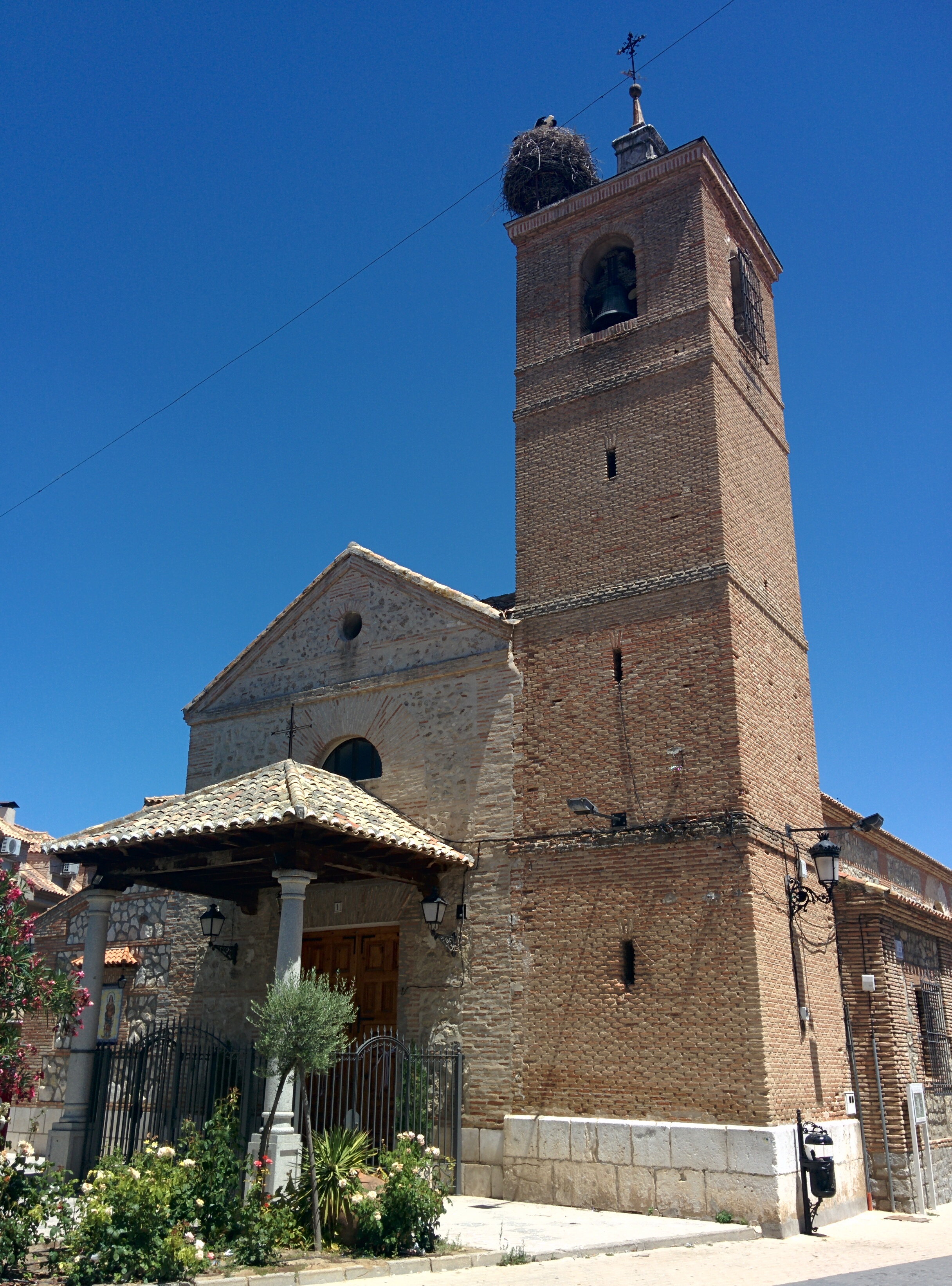
Kirche Mariä Himmelfahrt
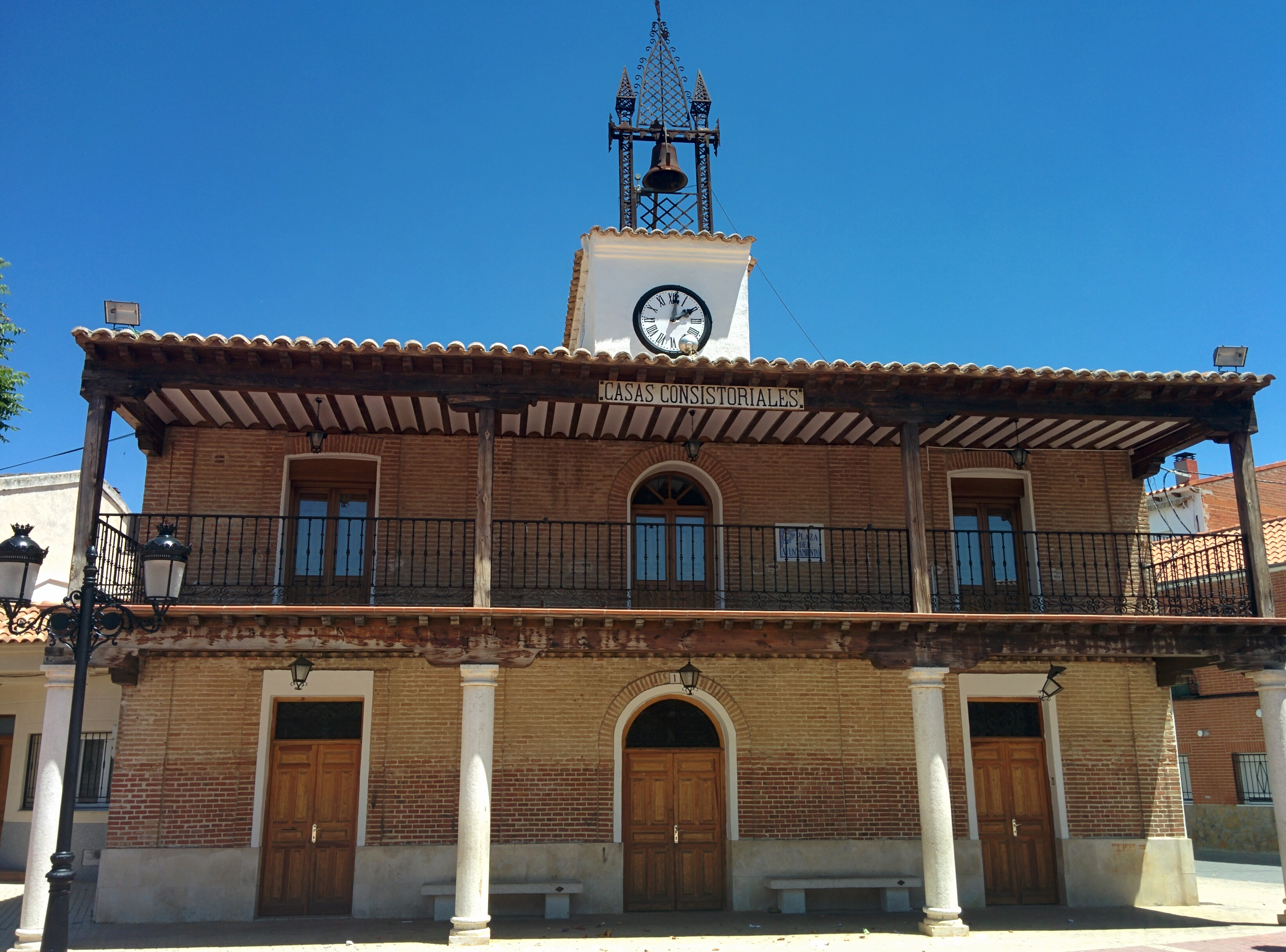
Rathaus

## Persönlichkeiten
- Juana de la Cruz Vázquez Gutiérrez (1481–1534), Franziskanerin und Äbtissin